# Comuna de Rojewo
Rojewo (polaco: Gmina Rojewo) é uma gminy (comuna) na Polónia, na voivodia de Cujávia-Pomerânia e no condado de Inowrocławski. A sede do condado é a cidade de Rojewo.
De acordo com os censos de 2004, a comuna tem 4591 habitantes, com uma densidade 38,2 hab/km².

## Área
Estende-se por uma área de 120,21 km², incluindo:
- área agrícola: 76%
- área florestal: 17%

## Demografia
Dados de 30 de Junho 2004:
|                      | Total   | Total | Mulheres | Mulheres | Homens  | Homens |
| -------------------- | ------- | ----- | -------- | -------- | ------- | ------ |
|                      | pessoas | %     | pessoas  | %        | pessoas | %      |
| População            | 4651    | 100   | 2310     | 50,3     | 2281    | 49,7   |
| Densidade (pop./km²) | 38,2    | 100   | 19,2     | 19,2     | 19      | 19     |

De acordo com dados de 2005, o rendimento médio per capita ascendia a 1919,13 zł.

## Subdivisões
- Dąbie-Leśnianki, Dobiesławice, Glinno Wielkie, Jaszczołtowo, Jurańcice, Liszkowice, Liszkowo-Budziaki, Mierogonowice, Osiek Wielki, Płonkowo, Płonkówko, Rojewice-Zawiszyn, Rojewo, Ściborze, Topola, Wybranowo, Żelechlin.

## Comunas vizinhas
- Gniewkowo, Inowrocław, Nowa Wieś Wielka, Solec Kujawski, Wielka Nieszawka, Złotniki Kujawskie